# سيلينيد الرصاص
سيلينيد الرصاص هو مركب كيميائي من مجموعة السيلينيدات صيغته PbSe، ويوجد في الشروط القياسية على شكل مسحوق بلوري رمادي اللون. 

## التحضير
يحضر المركب من تفاعل متعدد المراحل لعنصر السيلينيوم مع ثنائي أكسيد الرصاص بوجود حمض النتريك والأمونيا.
{\displaystyle \mathrm {2\ Se+8\ HNO_{3}\longrightarrow 2\ H_{2}SeO_{3}+8\ NO_{2}+2\ H_{2}O} }
{\displaystyle \mathrm {2\ PbO+4\ HNO_{3}\longrightarrow 2\ Pb(NO_{3})_{2}+2\ H_{2}O} }
{\displaystyle \mathrm {2\ H_{2}SeO_{3}+2\ Pb(NO_{3})_{2}+3\ N_{2}H_{4}\longrightarrow 2\ PbSe+3\ N_{2}+4\ HNO_{3}+6\ H_{2}O} }
يمكن وبشروط تقنية خاصة تحت الفراغ الحصول على بلورة أحادية من سيلينيد الرصاص.
{\displaystyle \mathrm {Pb+Se\longrightarrow PbSe} }
يوجد المركب في الطبيعة على هيئة معدن كلاوستاليت Clausthalite.

## الخواص
- لا ينحل المركب عملياً في الماء.
- يعد سيلينيد الرصاص من المواد شبه الموصلة

## الاستخدامات
يستخدم سيلينيد الرصاص في تركيب مكشاف الأشعة تحت الحمراء لأجهزة التصوير الحراري.